# Collegno
Collegno (en dialecto piamontés Colègn) es un municipio de más de 49.000 habitantes de la provincia de Turín.
Se encuentra sobre un terreno de origen aluvial, entre Turín, al este, y Rívoli al oeste, y a pocos kilómetros de los Alpes, a los pies del Monte Musinè.
El territorio es predominantemente llano, y es surcado por la parte final del curso del río Dora Riparia.
La lengua de tierra comprendida entre las dos orillas del río es hoy parte integrante del Parque Agronatural de la Dora, que la Ciudad de Collegno comparte con las localidades de Alpignano, Pianezza y Turín.
Esta área protegida es en parte un reducto boscoso, y en parte terreno agrícola; es interesante destacar la parcelización de los terrenos, subdivididos en lotes delimitados por los canales de irrigación que cogen agua de la misma Dora para la irrigación de los cultivos; dichos canales tienen un origen antiquísimo que deriva de la Baja Edad Media.
La porción de territorio comunal más densamente poblada ha sido construida en tiempos modernos (sobre todo de los años 60 en adelante) a lo largo del eje de Corso Francia y como una prolongación de la ciudad de Turín, a continuación también de las instalaciones industriales, predominantemente textiles y siderúrgicas que se habían desarrollado.
Es emblemático en este sentido el caso de las manufacturas del Villaggio Leumann; este emplazamiento industrial y residencial fue proyectado y realizado ex novo a lo largo del Corso Francia, en los primeros años del siglo XX, por el magnate suizo Napoleone Leumann que aquí construyó, en colaboración con el arquitecto Pietro Fenoglio, un pueblo obrero con iglesia, estación, cantinas, alojamientos obreros, escuelas y otros equipamientos al servicio de la comunidad.
Es este un caso único en Italia, junto a uno análogo cerca de Como, de realización urbana según los criterios sociales de la arquitectura internacional de la Ciudad Jardín, con planta ortogonal y viviendas bi-trifamiliares con residencias de claro gusto noreuropeo y servicios para unos usuarios que eran operarios del antiguo Cotonificio.
Nacida en realidad hace dos mil años, en tiempo de los romanos, como parada de posta (mansio) a cinco millas de Turín, junto a la vía del Moncenisio hacia Francia, la localidad antiguamente era precisamente llamada con el nombre de Ad Quintum.
Se encuentran todavía hoy, en los cimientos de la actual iglesia de San Massimo, los restos de la iglesia protorománica de entonces, y una colección de objetos arqueológicos de época romana hallados en el territorio municipal se guarda hoy en el Museo de la Antigüedad de Turín.
Durante el periodo de dominación lombarda, como fue descubierto durante las excavaciones, en el área del actual Campo Volo se encontraba un pequeño asentamiento lombardo y una necrópolis; a continuación, en la Alta Edad Media, el desarrollo urbanístico de la localidad, abandonada la "mansio" y pasadas las invasiones bárbaras, se enmarcó en el proceso común al alto Medioevo piamontés, y así el pueblo se concentró en torno al castillo construido en torno al año mil sobre una altura excavada en un recodo del río Dora Riparia; perdura hoy día de aquello una torre de planta cuadrada, mientras el resto del edificio es un bello palacio de gusto barroco construido sobre las diversas ampliaciones, demoliciones y reconstrucciones sucedidas en el curso de los siglos.
El Aeropuerto Aeritalia, el aeropuerto turístico de Turín se encuentra en Collegno.

## Evolución demográfica
| Gráfica de evolución demográfica de Collegno entre 1861 y 2011 |
|                                                                |
| fuente ISTAT - elaboración gráfica de Wikipedia                |

## Ciudades hermanadas
- Antony, Francia
- Sárospatak, Hungría
- Volžskij, Rusia
- Neubrandenburg, Alemania
- Sardañola del Vallés, España
- San Gregorio Magno, Italia
- Ousseltia, Túnez
- Matanzas, Cuba
- Sarajevo, Bosnia Herzegovina
- Havířov, República Checa
- Rocchetta Sant'Antonio, Italia
- Gaiba, Italia